# Италия на «Детском Евровидении»
Италия на детском конкурсе песни Евровидение впервые приняла участие и выиграла конкурс в 2014 году. В 2015 Италия участвовала вновь, и сёстры Кьяра и Мартина Скарпари заняли 16 место на конкурсе, тем самым показав худший результат Италии на «Детском Евровидении».

## Выступления
8 июля 2014 года стало известно о дебюте Италии на Детском Евровидении 2014 года. Первым представителем Италии стал Винцензо Кантиелло с песней «Tu primo grande amore» («Ты моя первая большая любовь»). Он выступал под 11 номером и победил, набрав 159 баллов.
24 июня 2015 страна объявила об участии на Детское Евровидение 2015. Ёе представили Кьяра и Мартина Скарпари с песней «Viva» («Живи»). Они выступили под 4 номером и финишировали на 16 (из 17) позиции с 34 баллами. Это является самым худшим результатом страны на конкурсе.
Италия приняла на конкурсе Детское Евровидение 2016. Её представила Фиамма Бочча с песней «Cara Mamma» («Дорогая мама»). Она выступала под 11 номером. Фиамма получила 84 балла от взрослого жюри (6-е место), 103 балла от детского жюри (4-е место) и 22 балла от экспертов (3-е место). И в итоге она набрала 209 баллов и финишировала третьей (из 17). Это является одним из лучших результатов страны на конкурсе.
29 июля 2017 страна объявила об участии на Детском Евровидении 2017. Италия выбрала в качестве своего представителя Марию Исиде Фьоре. 26 ноября она выступила последней (шестнадцатой) в финале в Олимпийском дворце в Тбилиси. Она получила 37 баллов (10-е место) по жюри и 39 (9-е место) баллов от зрителей. В итоге она получила 86 баллов и заняла 11 место (из 16).
Италия отправила в Минск, на конкурс Детское Евровидение 2018 Мелиссу и Марко с песней «What Is Love» («Что такое любовь»). Они выступали под 11 номером. По жюри они получили 94 балла (5-е место), а по зрителям они получили 57 баллов (8-е место. итоге они набрали 151 балл и финишировали на 7 месте (из 20)
Италию на Детском Евровидении 2019 представила Марта Виола с песней «La Voce Della Terra» («Голос Земли»). Она выступала под 17 номером. Марта получила от жюри 65 баллов (9-е место), а по зрителям 64 балла(6-е место) Они финишировала на 7 месте (из 19), набрав 129 баллов.
Rai Gulp в Instagram заявил, что Италия примет участие в конкурсе 2020 года. Однако в июле 2020 года стало известно, что решение насчёт участия в конкурсе ещё не принято. В итоге в списке участвующих стран Италии не оказалось. 30 августа 2021 года «RAI» подтвердили своё участие в конкурсе 2021 года, несмотря на первоначальное заявление об отказе. Италию представила Элизабетта Лизза с песней «Specchio»(«Зеркало»). Она выступила под 5 номером. По жюри она получила 60 баллов (9-е место), а по зрителям 47 баллов (12-е место. В итоге она финишировала десятой(из 19) со 107 баллами.
Италию в Ереване, на конкурсе Детское Евровидение 2022 представила Шанель Дилекта с песней «BLA BLA BLA». По жюри она получила 42 балла (12-е место), а по зрителям 53 балла (10-е место). В итоге она финишировала с 95 баллами, заняв 11 место (из 16).
Италия объявила об участии в конкурсе «Детское Евровидение — 2023» 16 мая 2023 года. 4 октября вещатель RAI сообщил, что Италию в Ницце будут представлять Мелисса Альоттоне и Раня Муфуди. 12 октября была объявлена их песня, которая получила название «Un Mondo Giusto» (в переводе с итал. — «Справедливый мир»). В финале они выступили под 14 номером. В итоге они финишировали на 11 месте с 81 баллами.
23 декабря 2023 года Италия объявила о своём участии на «Детском Евровидении — 2024». 19 сентября было объявлено, Симоне Гранде представит страну на конкурсе 2024 года. 27 сентября была опубликована его песня с названием «Pigiama Party»(в переводе с итал. — «Пижамная вечеринка»). В финале он открывал конкурс, выступая под первым номером. В итоге Симоне Гранде занял 9-е место со 98 баллами. Это лучший результат страны с момента её возвращения на конкурс.

## Участники
Победитель
     Второе место
     Третье место
     Четвертое место
     Пятое место
     Последнее место
     Не участвовала или была дисквалифицирована
     Несостоявшееся участие
| 2014                       | Марса    | Винченцо Кантьелло       | «Tu primo grande amore»         | «Ты первая большая любовь»   | Итальянский, английский | 1  | 159 |
| 2015                       | София    | Кьяра и Мартина Скарпари | «Viva»                          | «Живи»                       | Итальянский             | 16 | 34  |
| 2016                       | Валлетта | Фиамма Бочча             | «Cara Mamma» (Dear Mom)         | «Дорогая мама»               | Итальянский, английский | 3  | 209 |
| 2017                       | Тбилиси  | Мария Исиде Фьоре        | «Scelgo» (My Choice)            | «Выбираю» (Мой выбор)        | Итальянский, английский | 11 | 86  |
| 2018                       | Минск    | Мелисса и Марко          | «What Is Love»                  | «Что такое любовь»           | Итальянский, английский | 7  | 151 |
| 2019                       | Гливице  | Марта Виола              | «La Voce Della Terra»           | «Голос земли»                | Итальянский, английский | 7  | 129 |
| Не участвовала в 2020 году |          |                          |                                 |                              |                         |    |     |
| 2021                       | Париж    | Элизабетта Лизза         | «Specchio» (Mirror On The Wall) | «Зеркало» (Зеркало на стене) | Итальянский, английский | 10 | 107 |
| 2022                       | Ереван   | Шанель Дилекта           | «BLA BLA BLA»                   | —                            | Итальянский, английский | 11 | 95  |
| 2023                       | Ницца    | Мелисса и Раня           | «Un Mondo Giusto»               | «Справедливый мир»           | Итальянский, английский | 11 | 81  |
| 2024                       | Мадрид   | Симоне Гранде            | «Pigiama Party»                 | «Пижамная вечеринка»         | Итальянский, английский | 9  | 98  |
| 2025                       | Тбилиси  |                          |                                 |                              |                         |    |     |

## Трансляции и глашатаи
| Год  | Вещатель           | Комментарий                                                              | Глашатай                        |
| ---- | ------------------ | ------------------------------------------------------------------------ | ------------------------------- |
| 2014 | Rai Gulp           | Симоне Лийои и Антонелла Клеричи                                         | Джорджи                         |
| 2015 | Rai Gulp           | Симон Лиджои                                                             | Винченцо Кантьелло              |
| 2016 | Rai Gulp           | Симон Лижуе и Лаура Карусино Вигнера                                     | Джейд Шиклуна                   |
| 2017 | Rai Gulp           | Лаура Карусино и Марио Акампа                                            | София Бартоли                   |
| 2018 | Rai Gulp           | Федерика Карта и Марио Акампа                                            | Ян Мусвидас                     |
| 2019 | Rai Gulp           | Марио Акампа и Алексия Риццарди                                          | Мария Исиде Фьоре               |
| 2020 |                    | Страна не транслировала конкурс                                          | Страна не транслировала конкурс |
| 2021 | Rai Gulp, Rai Play | Марио Акампа, Марта Виола, Джорджия Бони                                 | Селестия                        |
| 2022 | Rai 1              | Марио Акампа, Франческа Фиальдини, Розанна Ваудетти и Джильола Чинкветти | Винченцо Кантьелло              |
| 2023 | Rai 1, RaiPlay     | Марио Акампа                                                             | Джулия Вазне                    |
| 2024 | Rai 2              | Марио Акампа, Симоне Барлаам, Казе                                       |                                 |